# Flacăra Moreni
Flacăra Moreni ist ein rumänischer Sportverein aus Moreni. Seit 2007 tritt die Fußballabteilung des Vereins in der vierthöchsten Spielklasse, der Liga IV Dâmbovița, an. Seinen größten Erfolg feierte er mit der Teilnahme am UEFA-Pokal in der Saison 1989/90.

## Geschichte
Flacăra Moreni wurde 1922 gegründet. Im Jahre 1932 wurde der Vereinsname in Astra Moreni geändert. 1951 wurde der Name in Flacăra Moreni. Nach der Fusion mit dem Lokalrivalen Automecanica Moreni im Jahre 1977 hieß er fortan Flacăra Automecanica Moreni, seit 1990 wieder Flacăra Moreni. Seit 2004 firmiert der Verein gelegentlich unter dem Namen Petrom Flacăra Moreni.
Sportlich war Flacăra zumeist in der Divizia B und der Divizia C zuhause, ehe der Verein im Jahr 1986 unter der Führung des einheimischen Securitate-Generals Ion Ghenoiu den Sprung in die höchste rumänische Fußballliga, die Divizia A schaffte. Dort gelang in der Saison 1988/89 mit dem 4. Platz die beste Platzierung. Dies führte in der darauffolgenden Saison zur Teilnahme am UEFA-Pokal, bei dem Flacăra in der 1. Runde gegen den FC Porto nach zwei Niederlagen ausschied. Ebenfalls in der 1989/90 stieg Flacăra aus der Divizia A ab.
Nach fünf Zweitligajahren stieg der Verein 1995 in die Divizia C ab, wo er zwölf Jahre verbrachte. 2005 gehörte Flacăra zwar zu den sportlichen Absteigern aus der Divizia C, blieb der Liga aber noch zwei weitere Jahre erhalten. Seit dem Abstieg aus der Divizia C im Jahr 2007 spielt Flacăra nunmehr in der viertklassigen Liga IV des Kreises Dâmbovița.
Aus Kostengründen trägt der Verein seine Heimspiele inzwischen im 13 Kilometer entfernten Valea Lungă aus und wird aus Beiträgen von Angestellten der Schela de Petrol Moreni am Leben erhalten, deren Gewerkschaftsführer Gheorghe Ciobanu zugleich auch Präsident des Vereins ist. In der Saison 2010/11 stand der finanziell stark angeschlagene Verein nach Ende der Hinrunde auf dem vorletzten Tabellenplatz und befand sich nach dem Rücktritt von Trainer Costel Gyorgy im Februar 2011 kurz vor der Auflösung. Dennoch spielte der Verein die Saison unter Trainer Alexandru Chivu zu Ende.

## Europapokalbilanz
| Saison  | Wettbewerb | Runde    | Gegner   | Gesamt | Hin     | Rück    |
| ------- | ---------- | -------- | -------- | ------ | ------- | ------- |
| 1989/90 | UEFA-Pokal | 1. Runde | FC Porto | 1:4    | 0:2 (A) | 1:2 (H) |

Gesamtbilanz: 2 Spiele, 2 Niederlagen, 1:4 Tore (Tordifferenz −3)

## Bekannte ehemalige Spieler
| Spieler        | Nationalität | im Verein von bis | Spiele | Tore |
| -------------- | ------------ | ----------------- | ------ | ---- |
| Marian Pană    | Rumänien     | 1985–1988 1990    | 47     | 1    |
| Marin Dragnea  | Rumänien     | 1987–1990         | 109    | 21   |
| Dudu Georgescu | Rumänien     | 1986              | 4      | 2    |

## Sonstiges
Neben der Fußballabteilung gibt es im Verein die 2001 gegründete Abteilung für Karate Shitō-Ryū sowie eine Schach-Abteilung.